# ルナナの龍
ルナナの龍（ルナナのりゅう、Lnana dragon）とは、ブータン北東部ルナナ地方で伝承されている龍である。口から炎を吐くが数回なめるだけで空腹にならない宝玉を持っているため、食事のために人を襲う必要はないと言われている。この龍は普段は地中に生息しているが、夏だけは地上で活動する。
なお、ルナナ地方はブータンの中でも特に秘境である。氷河が多数存在する山岳地域である。氷河が崩れ洪水が起きる場所としても知られる。